# (6596) Bittner
(6596) Bittner (1987 VC1) – planetoida z grupy pasa głównego asteroid okrążająca Słońce w ciągu 4,17 lat w średniej odległości 2,59 j.a. Odkryta 15 listopada 1987 roku.